# ریزلی، داربی‌شر
ریزلی (به انگلیسی: Risley) یک روستا و محله مدنی در بریتانیا است که در Erewash واقع شده‌است. ریزلی ۷۱۱ نفر جمعیت دارد.